# 496 v.Chr.
Het jaar 496 v.Chr. is een jaartal volgens de christelijke jaartelling.

## Gebeurtenissen

### Italië
- Slag bij het Meer van Regillus: een legendarische overwinning van de Romeinse Republiek tegen hun buren bij Frascati, waarschijnlijk de Latijnen of de Etrusken.
- Koning Lucius Tarquinius Superbus overlijdt in ballingschap in Cumae (Campanië).

### Griekenland
- Hipparchus wordt benoemd tot archont van Athene.

### China
- Koning Gon Jian van het Yue-rijk verslaat koning Fuchai van het Wu-rijk.

## Geboren
- Sophocles (~496 v.Chr. - ~406 v.Chr.), Atheens toneelschrijver en politicus

## Overleden
- Lucius Tarquinius Superbus, laatste koning van Rome
- Sunzi (~544 v.Chr. - ~496 v.Chr.), Chinees veldheer en schrijver (48)